# Gymnosoma maxima
Gymnosoma maxima là một loài ruồi trong họ Tachinidae.